# Parlamento del Friul
El Parlamento del Friul fue el principal órgano de gobierno del Patriarcado de Aquilea. Estaba ubicado en el noreste de la actual Italia y tenía carácter estamental, participando representantes del clero, de los nobles y de los municipios. Entre los miembros del clero, había obispos superiores y de los monasterios. Por parte de los representantes de los nobles había los nombrados por el Imperio y por el patriarca, mientras que los representantes de los municipios eran de Aquilea, Cividale, Údine, Gemona, Sacile y Tolmezzo. Bajo este estado patriarcal, normalmente el parlamento se reunía en la localidad de Cividale y algunas veces en Údine o San Daniele.
Bajo la República de Venecia, se fijó la ciudad de Údine como sede definitiva del parlamento. Desde el año 1511, los actos se llevaron a cabo en el salón del Castillo de Údine. Hacia el 1420, el parlamento aumentó sus competencias, teniendo incluso alguna potestad en política exterior. La última reunión fue convocada en el año 1805.